# Палені гроші
«Палені гроші» (ісп. Plata quemada) — фільм-бойовик спільного виробництва Аргентини, Іспанії, Франції та Уругваю, знятий режисером Марсело Піньейро за мотивами однойменного роману Рікардо Пілья 1997 року. На створення роману надихнула справжня історія сумнозвісного пограбування банку в Буенос-Айресі у 1965 році. У головних ролях зіграли Леонардо Сбараглія, Едуардо Нор'єга, Пабло Ечаррі, Летиція Бредіс та Рікардо Бартіс
Фільм вийшов на екрани 11 травня 2000 року. Серед нагород – премія «Гойя» за найкращий іспаномовний іноземний фільм (2001). Фільм був частково профінансований INCAA.

## Сюжет
Місце дії – Аргентина. Нене (Леонардо Сбараглія), дрібний злодій, та Анхель (Едуардо Нор'єга), бродяга, зустрічаються у туалеті станції метро Буенос-Айреса, і з цього моменту вони стають нерозлучними. Відомі як «близнюки», хоча такими на є. Насправді вони коханці, а згодом – співучасники злочину. Сюжет розгортається у той момент, коли їх стосунки переживають період ускладнення.
«Близнюки» приєднуються до плану затримати броньовану вантажівку разом із групою досвідчених гангстерів: їхньою пихатою когортою Куерво (Пабло Ечаррі), наркоманом від заспокійливих засобів, який закрутив роман із соковитою Віві (Долорес Фонзі); 16-річна німфетка; бос тріо Фонтана (Рікардо Бартіс); і літній адвокат Нандо (Карлос Роффе), який позбувся будь-яких професійних ілюзій і допомагає налагодити зв’язки, щоб підібрати гарну команду для злочину.
Під час пограбування Анхеля поранено поліцейськими, що спонукало Нене вбити всіх охоронців і поліцейських у пориві гніву – поліція Буенос-Айреса починає масштабні пошуки винних. Незабаром вони знаходять шлях до квартири Віві, де ховалася банда, але на цей час усі, крім Віві, втекли до сусіднього Уругваю. Поліція змушує Віві свідчити, й отримавши інформацію, пошуки розширюються до Уругваю.
Тим часом банді потрібно чекати на нові паспорти, щоб втекти з Уругваю. Вони ховаються у порожній квартирі в Монтевідео, але оформлення документів займає більше часу, ніж планувалося спочатку. Очікування особливо тяжке для Нене: Анхель, який, за описом, постійно «чує голоси» і, здається, страждає на легку форму шизофренії, відмовляється від інтимного контакту з Нене принаймні з початку втечі з причин, опосередковано пов’язаних із його станом.
Зрештою Нене вирішує порушити комендантську годину та «подихати повітрям», і він, Анхель та Куерво йдуть і розважаються на ярмарку.
Одного вечора Нене вчиняє словесне та сексуальне насилля над іншим чоловіком, а згодом зустрічає повію Жизель (Летиція Бредіс) і починає з нею стосунки, навіть пропонуючи спільну з нею втечу.
Після затримання Нандо поліцією, група змушена покинути свій притулок. Фонтана йде сам, але Нене приводить Анхеля та Куерво, щоб вони сховалися в квартирі Жізель, перш ніж ті покинуть місто вночі.
Анхель відчув, що Нене зраджував йому. Однак перш ніж справа дійшла до бійки, він також чує від Жізель, що Нене все ще піклується про нього та страждає від його байдужості. Жизель розповідає Нене про свого двоюрідного брата, який живе біля кордону, і вона може організувати проїзд, але не для трьох чоловіків, яких переслідує поліція. Вона каже, що пара, чоловік і жінка, легко порозуміються. Коли вона змушує його вибирати між нею та Анхелем, той обирає Анхеля.
Нене погрожує Жізель смертю, якщо вона їх видасть. Незважаючи на погрози, Жізель йде прямо до поліції, й ще до того, як група встигає вийти, поліція оточує будівлю. Спочатку тріо вірить, що їм вдасться втекти, припускаючи, що поліція не перешкоджатиме перевезенню кілька мільйонів доларів чи простить вбивства поліцейських. У піднесеному настрої вони втрьох беруться боронити квартиру та свою свободу, а Нене та Анхель відновлюють свої стосунки та переживають кілька коротких еротичних моментів спільного щастя. Після першої хвилі атак задоволений Ангел навіть каже, що «голоси», які він завжди чув, замовкли.
Проте незабаром група з’ясовує, що виходу немає. Куерво гине при спробі вилазки, а Нене та Анхель залишаються чекати наступної хвилі поліцейських атак на квартиру. Побачивши, що вони не можуть врятувати ні своє життя, ні гроші, вони спалюють весь улов в останньому спалаху радості життя.
Куля влучає у Нене, він помирає на руках Анхеля. Анхель все ще тримає Нене і робить переривчасті постріли у напрямку поліції. На затемненому екрані чутно звуки останньої черги поліцейських автоматів – Анхель так само помирає.

## У ролях
- Леонардо Сбараглія — Нене
- Едуардо Нор'єга — Анхель
- Пабло Ечаррі — Куерво
- Летиція Бредіс — Жизель
- Рікардо Бартіс — Фонтана
- Долорес Фонці — Віві
- Карлос Роффе — Нандо
- Даніель Валенсуела — Табаре
- Гектор Альтеріо — Лосардо
- Клаудіо Ріссі — Оповідач
- Луїс Зембровскі — Флоріан Барріос
- Гаррі Хавіліо — Карлос Туліан
- Роберто Вальехос — Парис
- Адріана Варела — співачка в кабаре
- Ноелія Кампо — дівчина в пабі
- Віктор Гюго Каррізо — підозрюваний у відділку поліції
- Габріель Корреа — поліцейський у рейді
- Хоакін Мачадо Фояніні — хлопчик на автобусній зупинці

## Виробництво
В основі сценарія – роман Пільї, який, у свою чергу, заснований на реальних подіях: кілька буенос-айресських злочинців – Роберто Дорда, Марсело Бріньйоне та Карлос Мерельєс – тікають до Монтевідео (Уругвай), після масштабного пограбування у Буенос-Айресі, під час якого загинули кілька людей. Там вони орендували квартиру 9 у будинку Liberaij на Julio Herrera y Obes 1182, Монтевідео, яка служила безпечним сховищем на час, поки ситуація не заспокоїлася.
Листопадової ночі 1965 року їх оточила поліція, якій після чотирнадцяти годин і тисяч пострілів вдалося увійти в квартиру, але ціною кількох смертей поліцейських та озброєних людей. За даними розтину, Дорда помер від 16 вогнепальних поранень, а Бріньйоне від 19.
Зйомки фільму проходили як у Буенос-Айресі, так і в Монтевідео.
У широкий прокат фільму вийшов 11 травня 2000 року в Аргентині, 4 жовтня 2002 року у Сполучених Штатах.
Фільм демонструвався на кінофестивалях, серед яких: Міжнародний кінофестиваль у Торонто (Канада), міжнародний кінофестиваль у Палм-Спрінгзі (США), Берлінський міжнародний кінофестиваль (Німеччина) та інших.

## Премії та нагороди
- 2001 — Нагорода «Срібний кондор» від Асоціації кінокритиків Аргентини — Марсело Піньейро та Марсело Фігерас за найкращий сценарій — разом із Девідом Ліпшицем та Рікардо Пілья за фільм «El astillero»
- 2002 — Премія «Гойя» за найкращий іспаномовний іноземний фільм